# Scolelepis squamata
Scolelepis squamata är en ringmaskart som först beskrevs av O.F. Muller 1806.  Scolelepis squamata ingår i släktet Scolelepis och familjen Spionidae. Arten är reproducerande i Sverige.

## Underarter
Arten delas in i följande underarter:
- S. s. mendanai
- S. s. saipanensis